# Santiago López González
Santiago López González (Pesquera, 5 de agosto de 1918-Valladolid, 20 de julio de 2007) fue un político y empresario español, alcalde de Valladolid durante la dictadura franquista.

## Biografía
Nacido en la localidad de Pesquera, provincia de Santander, un 7 de agosto de 1918, a los 17 años comenzó como aprendiz en la empresa metalúrgica vallisoletana Hijo de Ciriaco Sánchez. Fue uno de los empresarios fundadores de la fábrica de FASA-Renault. Ejerció el cargo de alcalde de Valladolid desde el 5 de febrero de 1961 hasta el 11 de junio de 1965, impulsando durante su mandato un Plan Municipal de Promoción Industrial para la ciudad, y destacándose como valedor a la hora de conseguir la asignación de la ciudad como polo de desarrollo regional. En calidad de edil, fue procurador nato en las Cortes franquistas entre 1961 y 1965. En 1971 volvería a detentar el cargo de procurador, esta vez como representante elegido del tercio familiar en la provincia de Valladolid. Posteriormente, tras la muerte de Franco, fue diputado en el Congreso por Valladolid en la ii legislatura de las Cortes Generales (1982-1986).
Casado con María de los Ángeles Valdivielso, fue padre de Santiago López Valdivielso, director general de la Guardia Civil. Falleció el 20 de julio de 2007 en Valladolid.

## Distinciones
- Gran Cruz de la Orden del Mérito Civil (1964)[11]
- Medalla de Oro de Valladolid (1965)[12]
- Medalla de Oro al Mérito en el Trabajo (1986)[13]